# Călata
Călata – wieś w Rumunii, w okręgu Kluż, w gminie Călățele. W 2011 roku liczyła 360 mieszkańców.